# Cooking Vinyl
Cooking Vinyl – brytyjska niezależna wytwórnia płytowa, założona w 1986 roku przez Martina Goldschmidta i Pete’a Lawrence’a.

## Historia

### XX w.
Cooking Vinyl założył w 1986 roku Martin Goldschmidt wraz z partnerem biznesowym Pete’em Lawrence’em. Wytwórnia skłaniała się wtedy ku muzyce folkowej. Szybko odniosła sukces – jej pierwsze wydawnictwo, The Texas Campfire Tapes Michelle Shocked, sprzedało się w nakładzie 150 tysięcy egzemplarzy na całym świecie. Jednak w 1989 roku jej dystrybutor, Rough Trade, zbankrutował, pozostawiając Cooking Vinyl na skraju bankructwa. Wówczas Lawrence sprzedał swoje udziały Goldschmidtowi, który po latach ciężkiej pracy uczynił z Cooking Vinyl dobrze prosperującą wytwórnię niezależną.
Jednym z najbardziej kultowych artystów Cooking Vinyl stał się Billy Bragg, który podpisał z nią kontrakt w 1993 roku.

### XXI w.
W 2005 roku najlepiej sprzedającym się artystą Cooking Vinyl był zespół Hayseed Dixie, który odniósł sukces wykonując covery utworów AC/DC. W kwietniu tego samego roku Cooking Vinyl podpisała umowę wyłączną na dystrybucję swoich wydawnictw w Stanach Zjednoczonych z nowojorską firmą Koch Entertainment Distribution. Wcześniej miała umowę z inną nowojorską firmą, SpinArt.
W 2009 roku Cooking Vinyl współpracowała z Ingenious Media Investments przy wydaniu piątego studyjnego albumu The Prodigy, Invaders Must Die, który okazał się jedną z najlepiej sprzedających się płyt niezależnych w Europie. Na całym świecie rozszedł się w liczbie ponad miliona egzemplarzy przynosząc rozgłos Cooking Vinyl.
W 2011 roku Cooking Vinyl Group, do której należy również siostrzana firma Essential Music & Marketing, zawarła umowę na finansowanie przyszłych projektów za pośrednictwem brytyjskiej firmy Icebreaker, zajmującej się kapitałem wysokiego ryzyka.
W 2012 roku Cooking Vinyl otworzyła oddział w Stanach Zjednoczonych, Cooking Vinyl America, Inc, z siedzibą w Nowym Jorku i prezesem, Howie Gabrielem na czele.
W 2013 roku Cooking Vinyl rozpoczęła działalność w Australii, z biurem w Melbourne, prowadzonym przez dwóch byłych szefów Shock Records, Leigh Gruppettę i Stu Harveya. Cooking Vinyl Australia podpisała kontrakty z lokalnymi i międzynarodowymi artystami, a jej działalność wydawnicza objęła również Nową Zelandię. Jej partnerem dystrybucyjnym została Caroline Label Services,.
W 2016 roku Cooking Vinyl nawiązała współpracę z PledgeMusic. 25 listopada tego samego roku wytwórnia z okazji 30. rocznicy swego powstania wydała okolicznościowy, box set, The Cooking Vinyl 1986-2016, składający się z 4 CD lub 7 LP, zawierający 70 utworów takich artystów jak: Cowboy Junkies, Ewan MacColl, Tom Robinson, Ron Sexsmith, Billy Bragg, The Lilac Time, Echo & the Bunnymen, Richard Thompson, The Orb, Alison Moyet, Suzanne Vega, The Prodigy i The Proclaimers.
13 sierpnia 2020 roku Cooking Vinyl podała do publicznej wiadomości treść umowy z Tencent Music Entertainment (TME), określonej jako „wyłączna licencja i dystrybucja”. Zgodnie z umową muzyka Cooking Vinyl będzie dostępna w usługach TME, jakich jak: QQ Music Kugou Music, Kuwo Music i WeSing. Celem partnerskiej umowy ma być pomoc artystom związanym kontraktami z Cooking Vinyl w ich działalności na rynku chińskim oraz lansowanie chińskich wykonawców na arenie międzynarodowej i aktorami.

[Tencent Music] to idealny partner do rozwoju naszych artystów i wytwórni w Chinach.

## Cooking Vinyl Group
Cooking Vinyl jest częścią grupy Cooking Vinyl Group w skład której wchodzą: Essential Music & Marketing, Cooking Vinyl America, Cooking Vinyl Australia, Cooking Vinyl Publishing i Cooking Vinyl Property.

## Artyści
Billy Bragg, Amanda Palmer, Underworld, Groove Armada, The Cranberries, Marilyn Manson, Richard Ashcroft, Madness, James, Frank Black, Gary Numan, The Pretty Reckless, Suzanne Vega, Alison Moyet, The Cult, Lissie, Röyksopp.